# Cmentarz wojenny nr 387 – Kraków
Cmentarz wojenny nr 387 – Kraków – austriacki cmentarz wojenny z okresu I wojny światowej wybudowany przez Oddział Grobów Wojennych C. i K. Komendantury Wojskowej w Krakowie i znajdujący się na terenie jego okręgu XI Twierdza Kraków. Jest to kwatera na nowym cmentarzy żydowskim w Krakowie przy ulicy Miodowej 55.
Plan cmentarza został zamówiony u Hansa Mayra przez gminę żydowską, jednak w postaci przez niego zaprojektowanej nigdy nie powstał. Pierwotnie składał się ze 160 (lub 161) grobów pojedynczych oraz 14 zbiorowych.
Na cmentarzu pochowano 148 żołnierzy austro-węgierskich oraz 3 żołnierzy rosyjskich wyznania mojżeszowego, poległych w I wojnie światowej. Na cmentarzu między innymi został pochowany Władysław Steinhaus. Zachowało się 26 macew, większość w złym stanie, w tym 3 żołnierzy rosyjskich.
W 1937 postawiono na cmentarzu pomnik projektu Alfreda Düntucha, Edwarda Kreislera i Józefa Taubego. Został on zniszczony przez Niemców podczas II wojny światowej i zrekonstruowany w 2022.
Po II wojnie światowej przeprowadzono, ze środków Jointu, porządkowanie żydowskiej nekropolii. Ustawiano ocalałe macewy. Te z żołnierskich nagrobków, które odnaleziono, ustawiono nie na żołnierskiej kwaterze, tylko wzdłuż południowego muru kirkutu.
W roku 2021 przeprowadzono renowację nekropolii. Odnowiono ocalałe i odnalezione macewy oraz ustawiono w miejscu, gdzie cmentarz się znajduje. 

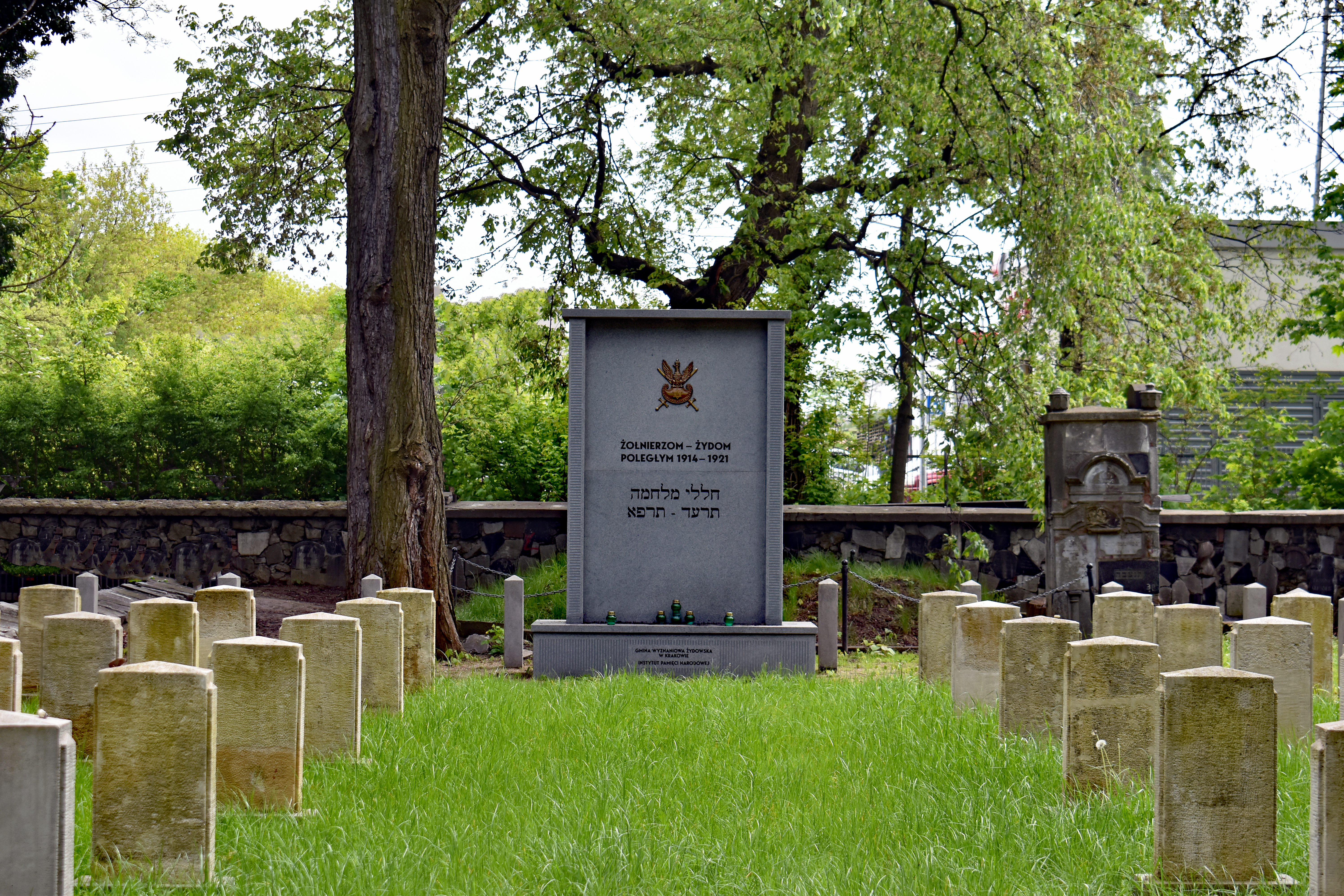
Ogólny widok
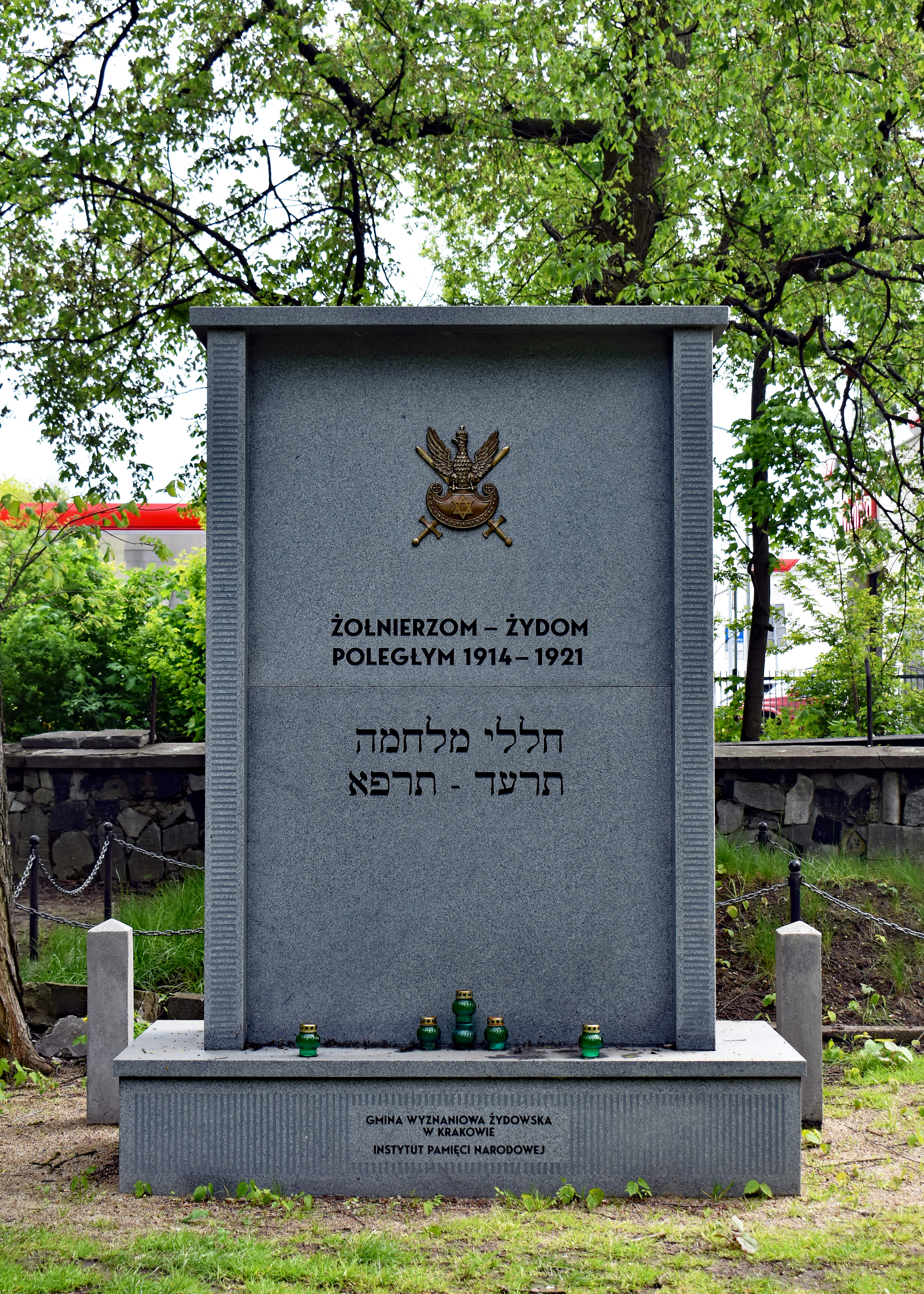
Zrekonstruowany pomnik
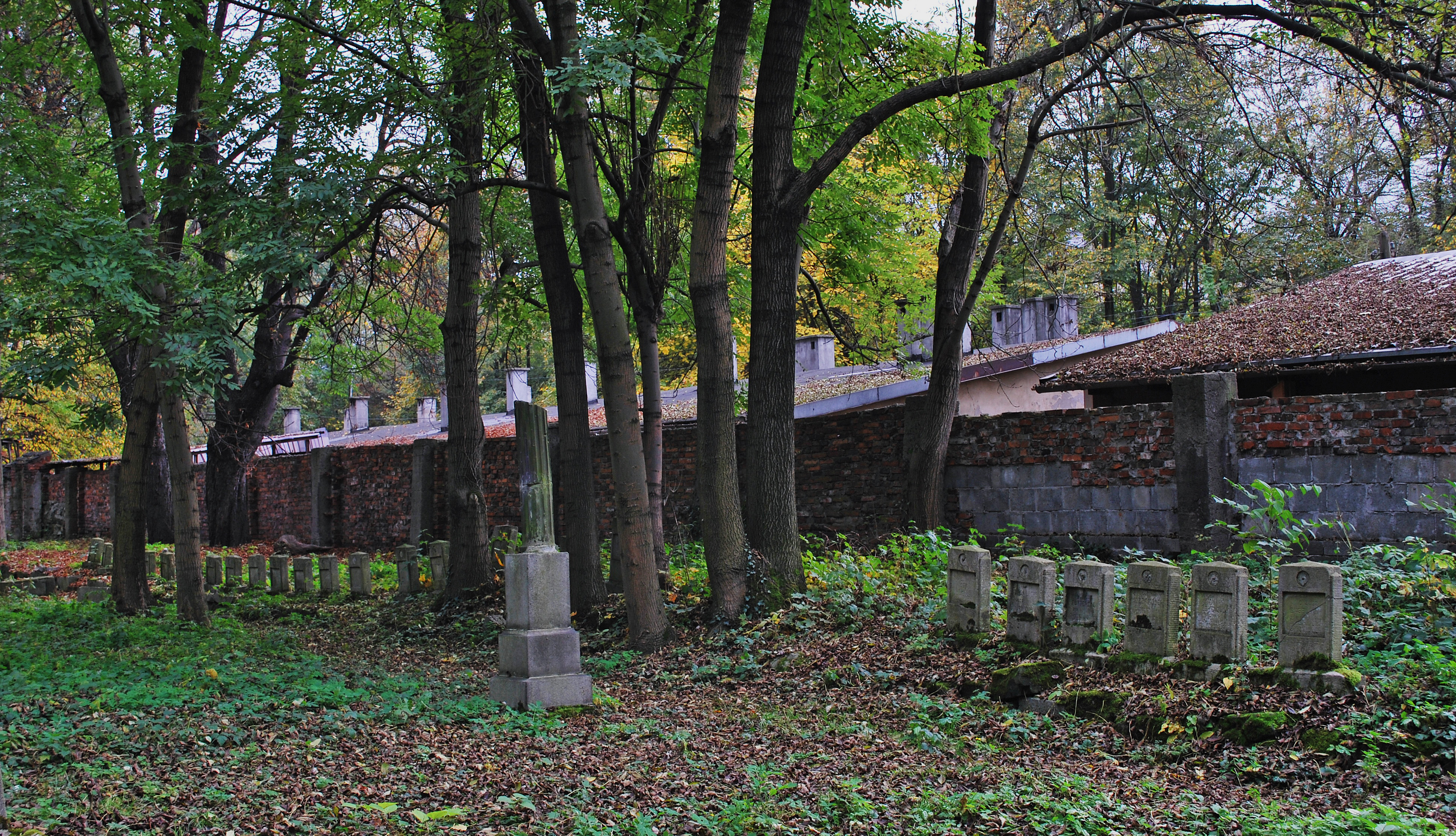
Macewy w roku 2014, tak jak zostały ustawione po II wojnie
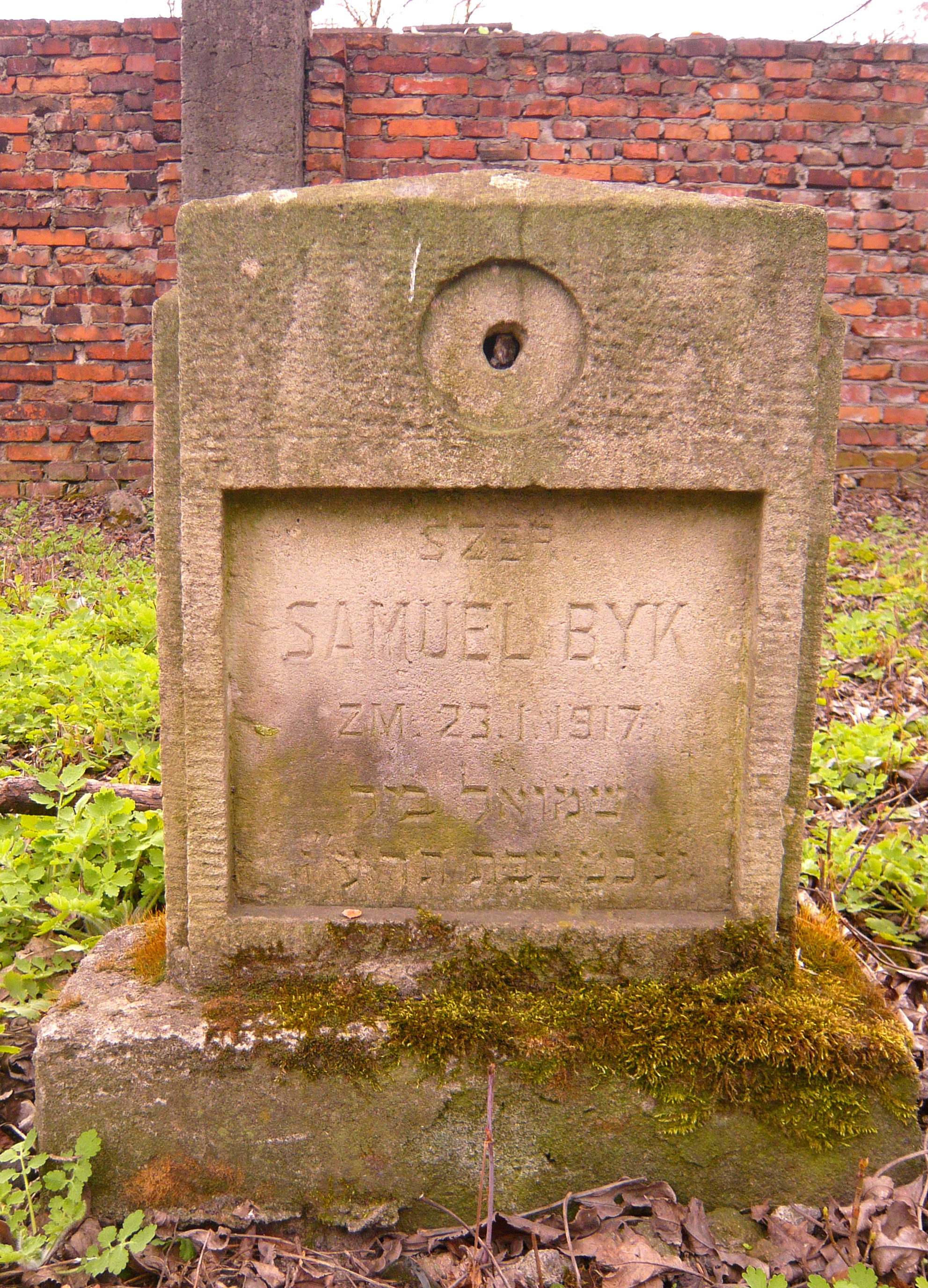
Jedna z macew – pochowany szer. Samuel Byk
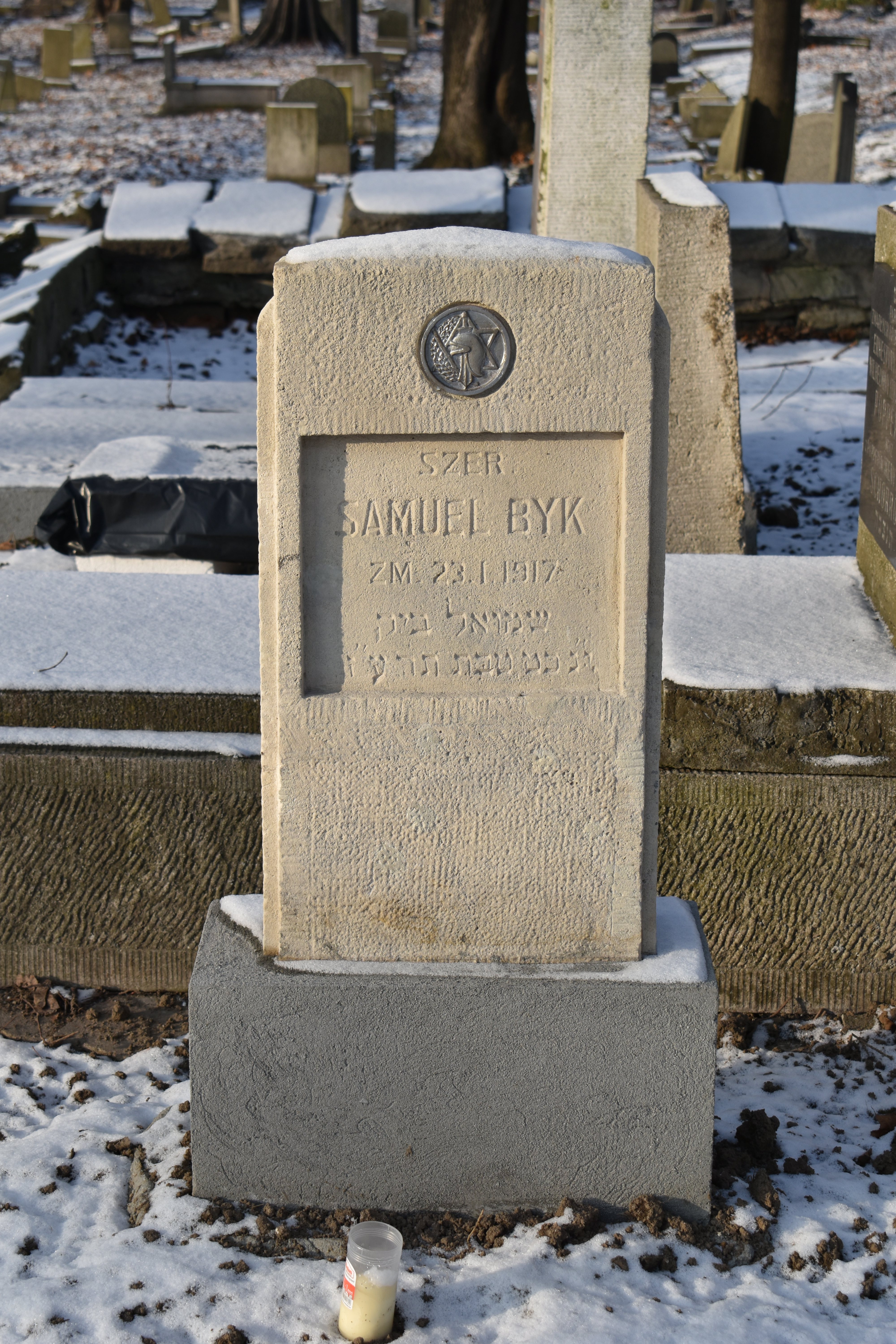
Ta sama macewa po renowacji
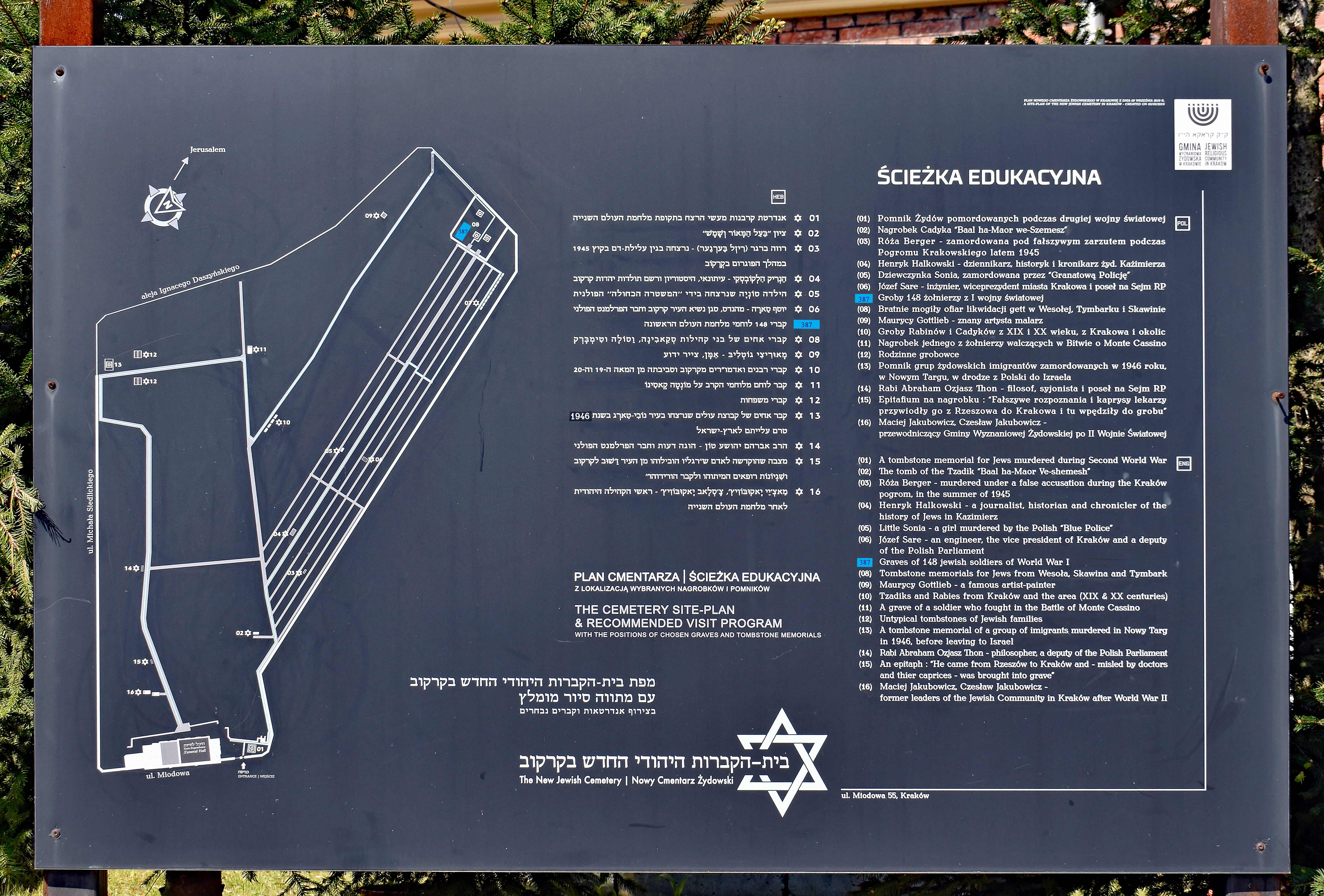
Kwatera na planie cmentarza